# تلکام مالزی

برج منارا تلکام، ساختمان مرکزی تلکام مالزی

تلکام مالزی (به انگلیسی: Telekom Malaysia) شرکت هلدینگ مخابراتی مالزیایی است، که در زمینه ارائه خطوط تلفن ثابت، شبکه تلفن همراه، خدمات اینترنت و پهنای باند، رسانه‌های گروهی و ارتباطات ماهواره‌ای فعالیت می‌کند.
شرکت تلکام مالزی در سال ۱۹۸۴ تأسیس شد و در حال حاضر بزرگترین شرکت مخابراتی مالزی می‌باشد. دفتر مرکزی این شرکت در برج منارا تلکام، شهر کوالالامپور قرار دارد و بخشی از سهام آن در بازار بورس مالزی معامله می‌شود.